# American wire gauge

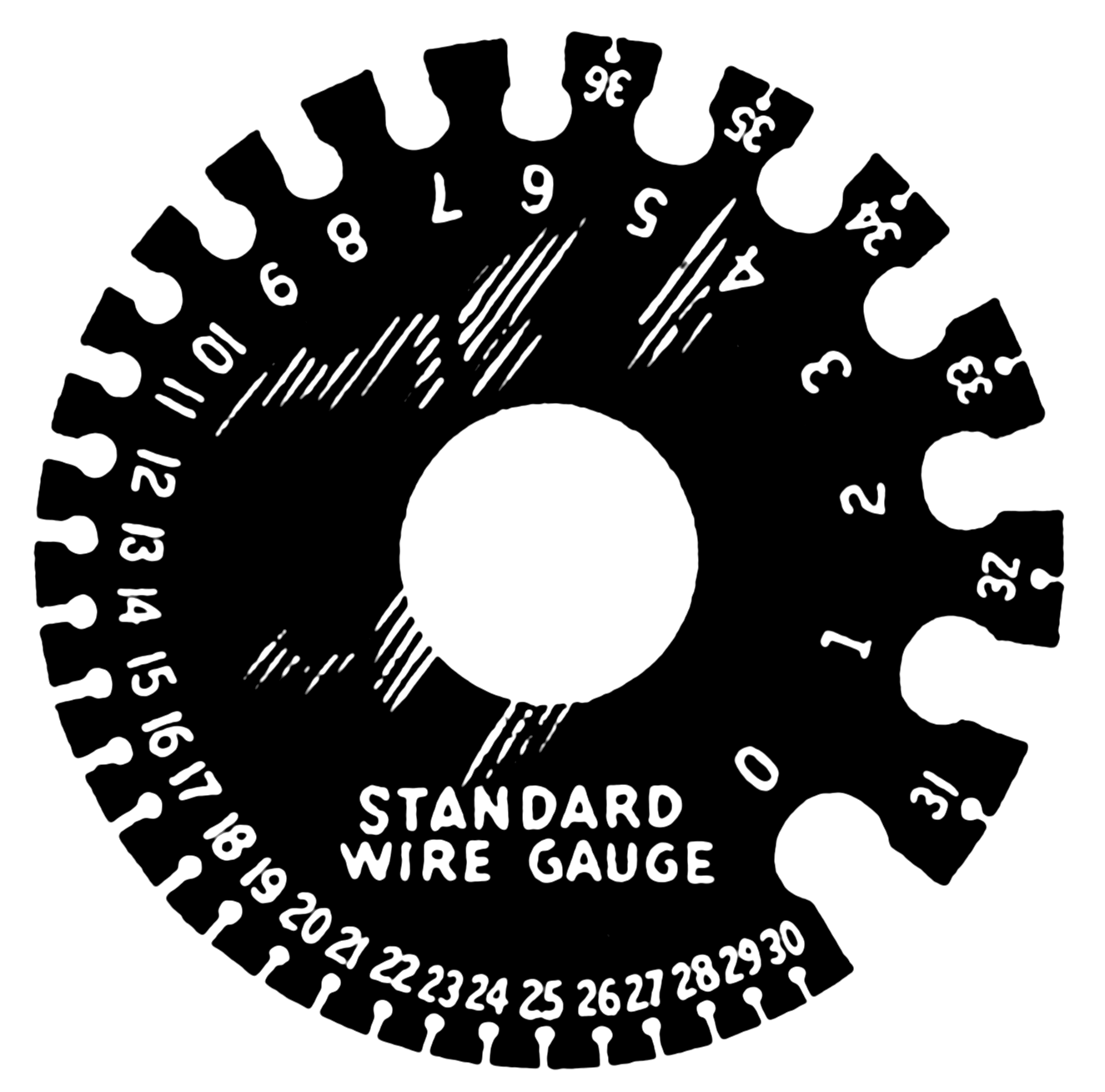
Een pasmal voor de Standard wire gauge

De American Wire Gauge (AWG) is een niet tot het SI-stelsel behorende Amerikaanse norm waarin de doorsnede van een metalen draad door middel van een beperkt aantal cijfercodes wordt aangegeven. De AWG-code wordt in sommige Amerikaans georiënteerde landen gebruikt, met name in de elektrotechniek om de dikte van elektrische geleiders en de toebehoren daarvan, zoals adereindhulzen, kabelschoenen en -klemmen, aan te duiden en bijvoorbeeld in de bodypiercingtechniek om de dikte van de piercings aan te geven. De AWG-waarde wordt hoger naarmate de draad dunner is en kan door middel van tabellen of formules worden omgezet naar metrische waarden. Een vergelijkbaar Engels maatsysteem is de "Standard Wire Gauge". Ook hier een nummer aanduiding (0-36 , zie de pasmal op deze pagina), waarbij de dunnere draden hogere nummers hebben. De SWG-nummers komen niet overeen met de AWG maten, en zijn niet om te rekenen naar metrisch.

## Oorsprong
De AWG-standaard werd in 1857 in Noord Amerika in gebruik genomen. In Nederland wordt een AWG-maat uitgesproken door een nummer gevolgd door de letters AWG of andersom, bijvoorbeeld "13 AWG" of "AWG 13". Amerikanen duiden de maat aan met bijvoorbeeld: "13 gauge" (waarbij gauge rijmt op cage). 
Een dunnere draad krijgt een hoger AWG-nummer omdat dit te maken heeft met hoe een metaaldraad wordt gemaakt: het AWG-nummer correspondeert (ongeveer) met het aantal malen dat een draad door een vorm heen getrokken moet worden om een bepaalde diameter te bereiken. Een draad van 0 AWG (1/0) is dus dikker dan 1 AWG. Om nog dikker draad aan te geven wordt 00 AWG (2/0), 000 AWG (3/0) en 0000 AWG (4/0) gebruikt.

## Definitie
De AWG-norm definieert dat 36 AWG een diameter heeft van 0,005 inch (0,127 mm) en 0000 AWG een diameter van 0,46 inch (11,684 mm). De diameter van de draad van 36 AWG tot 0000 AWG loopt op in 39 stappen. Bij elke stap wordt de diameter 1,1229322 keer groter. Bijvoorbeeld een draad van:
25 AWG heeft een diameter van 0,4547 mm.
24 AWG heeft een diameter van 1,1229322 × 0,4547 mm = 0,5106 mm.
De diameter behorende bij de AWG-waarde in de tabel geldt voor massieve ronde draden. Als de draad anders van vorm is, of bijvoorbeeld bestaat uit meerdere dunne draden, geeft de AWG waarde de totale netto-doorsnede van het geleidende materiaal van de draad aan. Bijvoorbeeld:
Een ronde draad van 0 AWG heeft een frontaal oppervlak van 53,4756 mm² en een diameter van 8,2515 mm.
Een vierkante draad van 0 AWG heeft hetzelfde frontale oppervlak van 53,4756 mm² en is dus √53,4756 = 7,313 × 7,313 mm.

## Berekening
1 inch = 25,4 mm
D = (92 ^ (36-AWG)/39) / 200
log(D) = (36-AWG)/39*log(92)-log(200)
AWG = 36 - (39*log(200D))/log(92)
De AWG-waarde kan berekend worden als volgt, waarbij d de draaddiameter in mm is:

{\displaystyle AWG=18,2-8,62\cdot \ln \left({\frac {d}{1~mm}}\right)}
Of andersom, de draaddiameter d in mm berekenen als de AWG-waarde bekend is:

{\displaystyle d={0,127~mm}\cdot 92^{(36-AWG)/39}}

## Tabel
| AWG       | d [inch] | A [inch²] | d [mm]  | A [mm²]  | Metrisch handels- equivalent [mm² Cu] |
| --------- | -------- | --------- | ------- | -------- | ------------------------------------- |
| 0000 (-3) | 0,46     | 0,1662    | 11,6840 | 107,2193 | 120                                   |
| 000 (-2)  | 0,4096   | 0,1318    | 10,4048 | 85,0279  | 95                                    |
| 00 (-1)   | 0,3648   | 0,1045    | 9,2658  | 67,4308  | 70                                    |
| 0         | 0,3249   | 0,0829    | 8,2515  | 53,4756  | 70                                    |
| 1         | 0,2893   | 0,0657    | 7,3482  | 42,4085  | 50                                    |
| 2         | 0,2576   | 0,0521    | 6,5438  | 33,6318  | 35                                    |
| 3         | 0,2294   | 0,0413    | 5,8275  | 26,6715  | 35                                    |
| 4         | 0,2043   | 0,0328    | 5,1895  | 21,1516  | 25                                    |
| 5         | 0,1819   | 0,0260    | 4,6214  | 16,7742  | 25                                    |
| 6         | 0,1620   | 0,0206    | 4,1155  | 13,3027  | 16                                    |
| 7         | 0,1443   | 0,0164    | 3,6650  | 10,5496  | 16                                    |
| 8         | 0,1285   | 0,0130    | 3,2638  | 8,3663   | 10                                    |
| 9         | 0,1144   | 0,0103    | 2,9065  | 6,6348   | 10                                    |
| 10        | 0,1019   | 0,0082    | 2,5883  | 5,2617   | 6                                     |
| 11        | 0,0907   | 0,0065    | 2,3050  | 4,1728   | 6                                     |
| 12        | 0,0808   | 0,0051    | 2,0527  | 3,3092   | 4                                     |
| 13        | 0,0720   | 0,0041    | 1,8279  | 2,6243   | 4                                     |
| 14        | 0,0641   | 0,0032    | 1,6278  | 2,0812   | 2,5                                   |
| 15        | 0,0571   | 0,0026    | 1,4496  | 1,6505   | 2                                     |
| 16        | 0,0508   | 0,0020    | 1,2910  | 1,3089   | 1,5                                   |
| 17        | 0,0453   | 0,0016    | 1,1496  | 1,0380   | 1                                     |
| 18        | 0,0403   | 0,0013    | 1,0238  | 0,8232   | 0,75                                  |
| 19        | 0,0359   | 0,0010    | 0,9117  | 0,6528   | 0,75                                  |
| 20        | 0,0320   | 0,0008    | 0,8119  | 0,5177   | 0,5                                   |
| 21        | 0,0285   | 0,0006    | 0,7230  | 0,4106   | 0,5                                   |
| 22        | 0,0253   | 0,0005    | 0,6439  | 0,3256   | 0,34                                  |
| 23        | 0,0226   | 0,0004    | 0,5734  | 0,2582   | 0,25                                  |
| 24        | 0,0201   | 0,0003    | 0,5106  | 0,2048   | 0,25                                  |
| 25        | 0,0179   | 0,0003    | 0,4547  | 0,1624   | 0,2                                   |
| 26        | 0,0159   | 0,0002    | 0,4049  | 0,1288   | 0,14                                  |
| 27        | 0,0142   | 0,0002    | 0,3606  | 0,1021   | 0,1                                   |
| 28        | 0,0126   | 0,0001    | 0,3211  | 0,0810   | 0,08                                  |
| 29        | 0,0113   |           | 0,2859  | 0,06422  | 0,06                                  |
| 30        | 0,0100   |           | 0,2546  | 0,05093  | 0,05                                  |
| 31        | 0,00893  |           | 0,2268  | 0,04039  | 0,04                                  |
| 32        | 0,00795  |           | 0,2019  | 0,03203  | 0,03                                  |
| 33        | 0,00708  |           | 0,1798  | 0,02540  | 0,025                                 |
| 34        | 0,00630  |           | 0,1601  | 0,02014  | 0,02                                  |
| 35        | 0,00561  |           | 0,1426  | 0,01597  | 0,015                                 |
| 36        | 0,005    |           | 0,127   | 0,01267  | 0,012                                 |
| 37        | 0,00445  |           | 0,1131  | 0,01005  | 0,01                                  |
| 38        | 0,00397  |           | 0,1007  | 0,00797  | 0,008                                 |
| 39        | 0,00353  |           | 0,0897  | 0,00632  | 0,005                                 |
| 40        | 0,00314  |           | 0,0799  | 0,00501  | 0,005                                 |

(de vetgedrukte waardes komen uit de oorspronkelijke definitie)

## Vuistregels
De zesde macht van de ratio 1,1229322 is bijna gelijk aan 2 (2,0050316). Dit maakt twee vuistregels mogelijk:
- Als de diameter van een draad verdubbelt, is de AWG-waarde 6 stappen lager. Dus een twee keer zo dikke draad als 16 AWG is 10 AWG.
- Als de frontale oppervlak van een draad verdubbelt, is de AWG-waarde 3 stappen lager. Dus 10 AWG heeft een twee keer zo grote frontale oppervlak als 13 AWG. Dit betekent natuurlijk ook dat twee parallelle draden van 13 AWG samen 10 AWG zijn.

Een aluminium draad van een bepaalde AWG waarde heeft ongeveer dezelfde elektrische weerstand als een koperdraad van 2 AWG waardes hoger. Dus 10 AWG koper heeft dezelfde weerstand als 8 AWG aluminium.